# Régiment Kraken
Le régiment Kraken (en ukrainien : спецпідрозділ « Kraken ») est une unité de volontaires ukrainiens, faisant partie des forces spéciales de la Direction générale du renseignement du ministère de la Défense ukrainien.

## Historique
Formé le 24 février 2022, le jour même du déclenchement de l'invasion russe de l'Ukraine et nommé d'après la créature marine mythique, le régiment est composé de vétérans du régiment Azov ainsi que de volontaires. 
Son statut réel est ambigu puisque l'unité dépend directement du renseignement ukrainien, mais mène des opérations de guerre (bombardement, prise de localités etc.) sans faire partie des forces armées ukrainiennes. 
Au cours de la guerre, il a réussi à devenir l'une des unités de volontaires les plus en vue, notamment en raison de ses bons résultats face aux troupes russes lors des contre-offensives ukrainiennes dans les environs de Kharkiv.
Comme le régiment Azov, le régiment Kraken a fait l'objet de controverses entourant le recrutement de combattants issus de groupes d'extrême droite, bien que les soldats de l'unité qualifient ces allégations de propagande russe. Le commandant du régiment, Kostyantyn Nemitchev (uk), est une personnalité militaire et politique de Kharkiv, membre du parti ukrainien d'extrême droite Corps national et vétéran du bataillon Azov. Les éléments d'extrême-droite seraient cependant minoritaires au sein du régiment Kraken selon le commandement. Le régiment a également été accusé d'avoir maltraité des prisonniers de guerre russes, ce qu'il nie aussi.
L'unité serait composée d'adeptes de musculation, de supporters de football issus de différents groupes ultras et de videurs, tout en ayant attiré en parallèle des vétérans expérimentés. Son recrutement est particulièrement hétéroclite : selon l'un de ses membres, l'âge des troupes du régiment va de 16 à 68 ans. Il comprendrait, en outre, aussi bien des Ukrainiens, dont quelques-uns ayant servi dans la Légion étrangère française, que des volontaires de nationalité russe. 
Le régiment Kraken est très actif sur les réseaux sociaux, où il publie des vidéos de ses opérations, notamment des frappes d'artillerie sur un quartier-général russe en juin 2022 ou l'entrée dans Kupiansk libérée.
Le 12 mars 2023, le régiment Kraken annonce avoir détruit deux tours de guet militaires, situées près de la frontière, à Kroupets (ru), dans l'oblast de Koursk, et à Troebortnoe (ru), dans l'oblast de Briansk, à l'aide de missiles antichars.